# Vigneau (séchage)
Pour les articles homonymes, voir Vigneau.

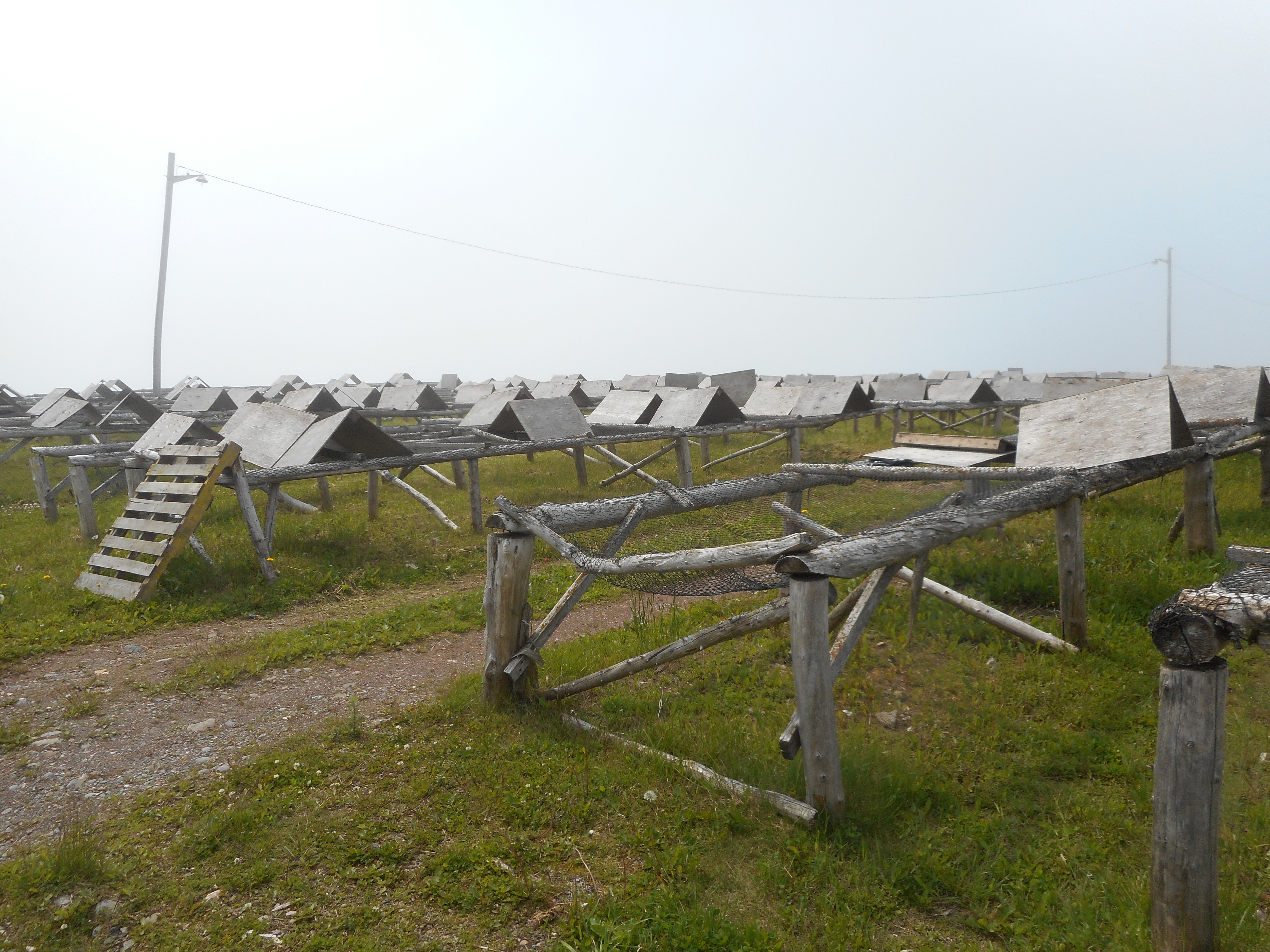
Vigneaux
à Sainte-Thérèse-de-Gaspé

Un vigneau, dans l'Est du Canada, est un grillage maintenu par un cadre à environ un mètre du sol et servant à disposer à l'air libre des morues salées que l'on veut sécher ou déshydrater. Le séchage nécessite un temps venteux et sec, voire ensoleillé.
Une autre technique consiste à suspendre les morues salées à une corde, comme une corde à linge.